# پیز داوو لایس
پیز داوو لایس (به لاتین: Piz Davo Lais) یک کوه در سوئیس است که در کانتون گراوبوندن واقع شده‌است. پیز داوو لایس ۳٬۰۲۷ متر بالاتر از سطح دریا واقع شده‌است.